# The Long Way Around (ER)
The Long Way Around is de vijftiende aflevering van het derde seizoen van de televisieserie ER, die voor het eerst werd uitgezonden op 13 februari 1997.

## Verhaal
Hathaway gaat, nu ze geschorst is, overdag naar de buurtwinkel, daar aangekomen wordt de winkel overvallen door twee overvallers. De overvallers raken in een vuurgevecht met de winkeleigenaar, de winkeleigenaar en een overvaller raken hierbij gewond. Hathaway moet nu al haar medische kennis aanwenden om hen te helpen. De andere overvaller kan ontsnappen met Hathaway als gijzelaar. Tijdens de vlucht wordt de overvaller neergeschoten door de politie, dit tot ontzetting van Hathaway.

## Rolverdeling

### Hoofdrol
- George Clooney - Dr. Doug Ross
- Laura Innes - Dr. Kerry Weaver
- Julianna Margulies - verpleegster Carol Hathaway
- Ellen Crawford - verpleegster Lydia Wright
- Yvette Freeman - verpleegster Haleh Adams
- Deezer D - verpleger Malik McGrath
- Lily Mariye - verpleegster Lily Jarvik
- Lyn Alicia Henderson - ambulancemedewerker Pamela Olbes
- Abraham Benrubi - Jerry Markovic

### Gastrol
- Currie Graham - James
- Ruth Maleczech - Marita Novotny
- Nathan Davis - Mr. Novotny
- Mason Gamble - Robert Potter
- Jan Rubes - Mr. Duzak
- Marisol Nichols - Angie
- Ewan McGregor - Duncan Stewart
- Mark Morettini - Lockhart
- Hector Fabregas - Javier

en vele andere